# CAティグレ
クルブ・アトレティコ・ティグレ (スペイン語: Club Atlético Tigre) は、アルゼンチン・ブエノスアイレス州ビクトリアのティグレ地区を本拠地とするサッカークラブである。スーペルリーガ・アルヘンティーナ（1部）に所属している。

## 歴史

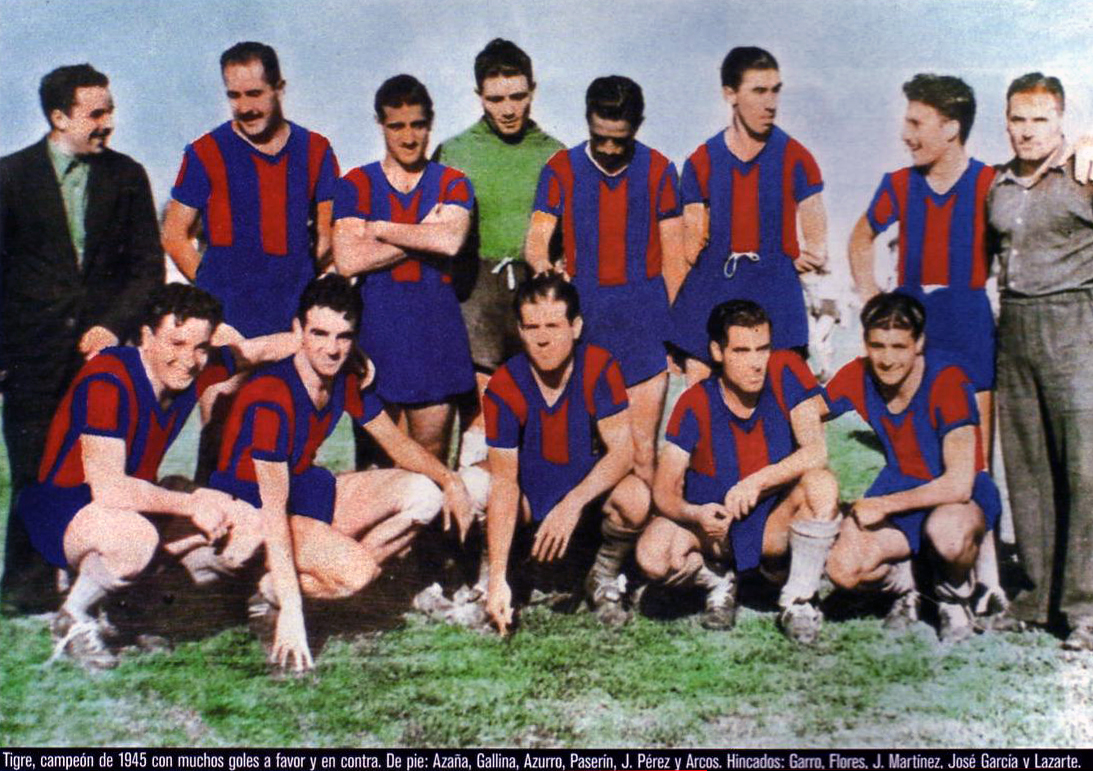
プリメーラBで優勝してプリメーラ復帰を決めた1945年のチーム

1902年8月3日創設。1911年シーズンには2部リーグに登録して公式大会に初参加した。1912年にはCAベレス・サルスフィエルドを4-2で破って2部リーグ優勝を果たし、プリメーラ・ディビシオン（1部）昇格を決めた。1931年にはリーガ・アルヘンティーナが設立され、ティグレは加盟17クラブのひとつとなった。同年5月31日、エスタディオ・ビエホ・ガソメトロで行なわれた第1節のCAサン・ロレンソ・デ・アルマグロ戦がプロクラブとしての初試合となり、第3節のラシン・クラブ戦 (1-0) で初勝利を挙げた。14節のキルメスAC戦 (4-1) ではベルナベ・フェレイラがデビューして4得点を挙げている。9月のサン・ロレンソ戦は前半を終えて0-2と劣勢だったが、ベルナベが残り15分でハットトリックを達成して逆転勝利を飾った。ベルナベはラ・フィエラ（獰猛）というニックネームを与えられ、ティグレの伝説的な選手として語り継がれる存在となった。ベルナベは13試合で19得点を挙げ、当時世界最高額の移籍金3万5000ペソ（当時23000ポンド）でCAリーベル・プレートに移籍した。1935年にはビクトリア地区でスタジアム建設を開始したが、同年にはキルメスと揃ってセグンダ・デ・アセンソ（当時2部）降格となった。翌年の1936年にプリメーラ・ディビシオン復帰を果たし、また新スタジアムであるコローソ・デ・ビクトリアのオープンを迎えた。1937年にはフアン・マルベッシが加入した。マルベッシは1937年から1943年の間に173試合に出場して116得点を挙げ、現在でもティグレのクラブ最多得点者として名を残している。
現在でも着用されている青色と赤色の横縞のユニフォームを初めて着用したのは1940年であるが、稀に襟部分のみ赤色が使用された青色のユニフォームや、青色と赤色の縦縞のユニフォーム（サン・ロレンソと似通ったデザイン）を着用するシーズンもある。1940年のCAロサリオ・セントラル戦 (7-2) では過去最高の得点差を記録した。1943年には最重要選手のマルベッシがラシン・クラブに移籍したことから、ティグレは不振にあえぎ、再びセグンダ・デ・アセンソ降格となった。1945年シーズンにはセグンダ・デ・アセンソで28勝4分8敗の成績を残し、優勝してプリメーラ・ディビシオン復帰を決めた。128得点を挙げ、1試合平均得点は3点を超えた。1950年、クラブ史上3度目の降格を喫した。1953年シーズンは88得点44失点の好成績で優勝してプリメーラ・ディビシオン復帰を決めた。

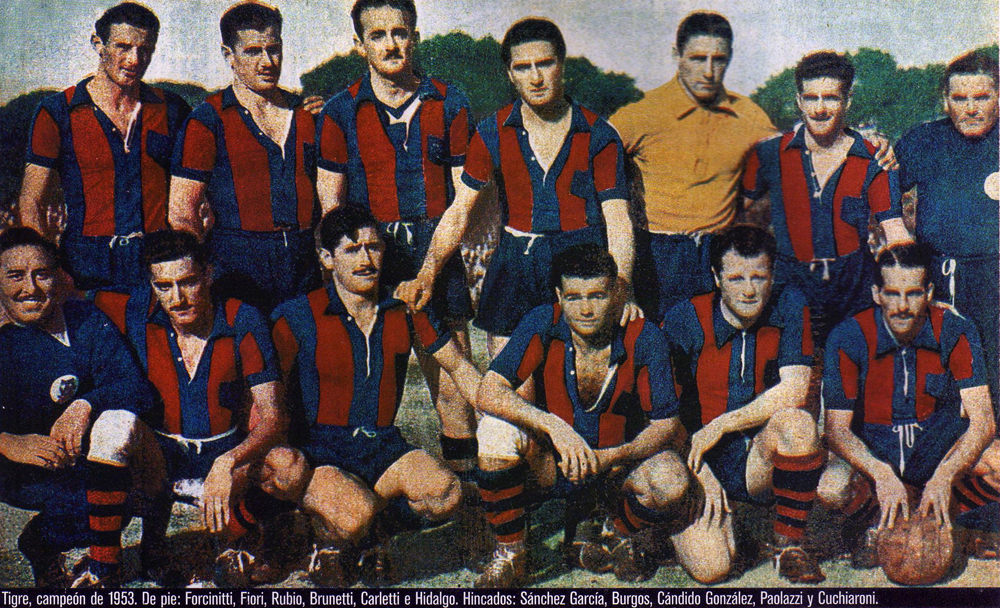
プリメーラ・ディビシオン復帰を決めた1953年のチーム

1956年にはアメリカ遠征を行なってクラブチームや代表チームと戦い、25試合で16勝4分3敗（87得点37失点）の成績を残した。もっとも大きな得点差がついた試合はハイチ代表戦 (8-1) であり、またクラブ・キングストン（ジャマイカのクラブ）には7-1、カリ盆地選抜（コロンビアの地域選抜）には6-0、デポルテス・トリマ（ペルー）には4-1で勝利した。1部と2部を行き来する時代が続いた後、1970年にはプリメーラC・メトロポリターナ（3部）降格となった。1972年には全試合中21戦で無失点・906分連続無失点の記録を樹立してプリメーラBに昇格した。1979年にも調子のよいシーズンを過ごし、フアン・カルロス・ロレンソSDの下でプリメーラ・ディビシオン復帰を果たした。このシーズンにはラシン・クラブ、サン・ロレンソ、CAインデペンディエンテなどプリメーラ・ディビシオンの強豪数クラブよりも多くの観客を集めた。1980年シーズンはボカ・ジュニアーズ戦 (2-0) やベレス・サルスフィエルド戦 (3-2) に勝利したが、最下位でプリメーラB降格となった。
1986年、アルゼンチンサッカーリーグの構成が抜本的に変更され、ティグレは新設されたプリメーラB・ナシオナル（現2部）に組み入れられた。その5年後にはプリメーラB・メトロポリターナ（現3部）に降格したが、フアン・カルロス・ケルレ監督が率いた1995年、アルヘンティーノ・デ・ロサリオを破ってプリメーラB・ナシオナル復帰を果たした。翌シーズンには再びプリメーラB・メトロポリターナ降格となったが、1998年には再びプリメーラB・ナシオナルに昇格した。2003年にはリカルド・カルーソ・ロンバルディが監督に就任し、プリメーラB・メトロポリターナのアペルトゥーラ2004ではCAプラテンセを2-0で破って優勝を決めた。キーパーのクリスティアン・カンペストリーニはフェロ・カリル・オエステ戦で得点し、クラブ史上初めてリーグ戦で得点したキーパーとなった。クラウスーラ2005では無敗優勝し、プリメーラB・ナシオナルへの自動昇格を決めた。獲得可能な勝ち点120のうち93（77.50%）を獲得し、アルゼンチンサッカーリーグの新記録と各国プロリーグ史上第2位の記録（1位はイングランドのマンチェスター・ユナイテッドFC）を達成した。
アペルトゥーラ2005は3位という好成績を挙げた。2005年末、ロンバルディ監督がAAアルヘンティノス・ジュニアーズの監督に就任し、後任にはプリメーラ・ディビシオン初挑戦のディエゴ・カーニャ監督が就任した。クラウスーラ2006では13戦連続無敗を続け、クラウスーラ2007終了後にはCAヌエバ・チカゴと昇降格プレーオフを行なった。2試合合計3-1（1-0と2-1）で勝利し、27年ぶりのプリメーラ・ディビシオン昇格を決めた。セカンドレグの試合中にはヌエバ・チカゴの数百人のサポーターがピッチに乱入し、選手たちのユニフォームを無理やり脱がしたほか、プリメーラ・ディビシオン復帰を穏やかに祝っていたティグレサポーターを攻撃した。この暴力事件はスタジアム外でも続き、両クラブのフーリガンの衝突の際にティグレサポーターのひとりが殺害された。この時期の主力選手には、キーパーのダニエル・イスラス、アレクシス・フェレーロ、ディエゴ・カスターニョ、レアンドロ・ラサーロなどがいる。ティグレはプリメーラ・ディビシオンに昇格して2007-08シーズンを迎えた。アペルトゥーラ2007では、リーベル戦 (4-1) 、ラシン・クラブ戦 (3-2) 、ボカ戦 (2-1) で勝利を挙げるなどの快進撃を見せ、CAラヌースに次ぐ2位（クラブ史上最高位）でシーズンを終えた。アペルトゥーラ2008でもクラブ史上有数のシーズンを送った。ボカ (3-2) 、リーベル (3-1) 、インデペンディエンテ (1-0) 、サン・ロレンソ (1-0) と、ビッグ5のうち4クラブから勝利を挙げ、さらに前年度覇者のラヌース (3-0) にも勝利した。ボカ、サン・ロレンソ、ティグレの3クラブが同勝ち点で並んだため、3クラブによる優勝決定戦が行なわれた。ティグレはボカを1-0で破ったが、得失点差によりボカの優勝が決まった。2009年にはコパ・スダメリカーナに出場し、クラブ史上初の欧州カップ戦出場を果たした。1回戦はサン・ロレンソとの同国対決となり、2試合合計3-3となったが、アウェーゴールルールで敗退が決まった。
2012年には再びコパ・スダメリカーナに出場。2回戦のアルヘンティノス戦に2試合合計6-2で大勝すると、初の海外クラブとの対戦となった決勝トーナメント1回戦ではLDUキト（エクアドル）を、準々決勝ではセロ・ポルテーニョ（パラグアイ）を、準決勝ではミジョナリオスFC（コロンビア）を破り、クラブ史上初の南米カップ戦決勝進出を決めた。ティグレのホームスタジアムであるコローソ・デ・ビクトリアは約26,000人収容であり、南米サッカー連盟 (CONMEBOL) の主催大会決勝開催基準（スタジアムの最低収容人数は40,000人）を満たしていなかったため、1stレグはボカのホームスタジアムであるブエノスアイレスのラ・ボンボネーラで行なわれた。この試合はスコアレスドローに終わったが、ルイス・ファビアーノ（サンパウロ）とアレハンドロ・ドナーティ（ティグレ）にレッドカードが出る荒れた試合となった。また試合前には、ティグレのスタッフがサンパウロの選手にピッチでの練習を認めないという混乱があった。2ndレグはサンパウロのエスタジオ・ド・モルンビーで行なわれた。試合前、スタジアムの警備員はティグレの選手を控室に閉じ込めようとしたが、ティグレの選手は警備の目をすり抜けてピッチに繰り出した。サンパウロが2点を先行して迎えた37分、ティグレのルーカス・オルバンがサンパウロのルーカス・モウラに肘打ちを浴びせたため、前半終了間際に乱闘が起こり、パウロ・ミランダ（サンパウロ）とアンヘル・ガストン・ディアス（ティグレ）が退場となった。前半終了後に両クラブの選手は控室に戻ったが、ハーフタイムに警備面での問題があったとして、ティグレは後半を戦うことを拒否。前半を2-0で終え、2試合合計でも2-0としていたサンパウロの優勝が決まった。ティグレの選手や警備担当者によると、ティグレの控室に武装した警備員が乱入し、暴行や脅迫を受けたという。

## ニックネーム
ティグレは様々なニックネームを持ち、その由来にも諸説ある。一番有名なニックネームはEl Matador（エル・マタドール、闘牛士）である。これは本来CAサン・ロレンソ・デ・アルマグロのニックネームであり、サン・ロレンソが1968年シーズンに優勝した際にLos Matadoras（ロス・マタドーレス、闘牛士たち）と称えられたのがきっかけだが、同じ赤色と青色のユニフォームを着用するティグレにもニックネームが流用され、エル・マタドールと呼ばれるようになった。

## ライバル
ティグレの最大のライバルはCAプラテンセである。ティグレとプラテンセはともにブエノスアイレス州北部に本拠地を置いており、この対戦はクラシコ・デ・ラ・ゾナ・ノルテ（北地区のダービー）と呼ばれている。その他のライバルには、CAディフェンソーレス・デ・ベルグラーノ、CAチャカリタ・ジュニアーズ、キルメスAC、CAヌエバ・チカゴがある。

## ユニフォーム
チームカラーの赤色と青色は、スイスのティチーノ州の旗に由来する。ティチーノ州出身のアドルフォ・レベルという男が、ティグレのメンバーにティチーノ州旗と同じ配色のデザインのユニフォームを寄付したことによりチームカラーが赤色と青色になった。
初のユニフォームは青色と白色であり、「Juventud del Tigre」というクラブ名が胸部分に記されていた。1911年から1919年には、青色と赤色の縦縞のユニフォームを着用した。1945年にも同様のデザインを採用し、プリメーラBで優勝してプリメーラ・ディビシオン昇格を果たした。1960年代初頭には青色と赤色の横縞のユニフォームを着用した。現在のデザインは青色を基調とし、胸部分に赤色の太い横線が入ったデザインである。

### ユニフォームの変遷と特異なモデル
|                  |
| 1902-11, 1919-40 |

|               |
| 1911-19, 1945 |

|       |
| 1940- |

|       |
| 1960s |

|         |
| 1967-68 |

## タイトル

### 国内タイトル
- コパ・デ・ラ・スーペルリーガ (1回): 2019
- プリメーラ・ナシオナル (1回): 2021
- プリメーラB (6回): 1912 FAF, 1914 FAF, 1945, 1953, 1979, 2004-05

### 国際タイトル
- コパ・スダメリカーナ : 0回
  - 最高位準優勝 : 2012

## 過去の成績
| 年度    | 国内リーグ     | 国内リーグ              | 国内リーグ | 国内リーグ | 国内リーグ | 国内リーグ | 国内リーグ | 国内リーグ | 国内リーグ | 国内リーグ | 備考                                     |
| 年度    | シーズン       | ディビジョン            | 順位       | 試合数     | 勝         | 分         | 敗         | 得点       | 失点       | 勝ち点     | 備考                                     |
| ------- | -------------- | ----------------------- | ---------- | ---------- | ---------- | ---------- | ---------- | ---------- | ---------- | ---------- | ---------------------------------------- |
| 2006-07 | アペルトゥーラ | プリメーラB・ナシオナル | 3          | 19         | 10         | 5          | 4          | 23         | 17         | 35         |                                          |
| 2006-07 | クラウスーラ   | プリメーラB・ナシオナル | 6          | 19         | 8          | 8          | 3          | 25         | 15         | 32         | 昇降格プレーオフに勝利して昇格           |
| 2007-08 | アペルトゥーラ | プリメーラ              | 2          | 19         | 10         | 4          | 5          | 28         | 20         | 34         |                                          |
| 2007-08 | クラウスーラ   | プリメーラ              | 14         | 19         | 6          | 4          | 9          | 24         | 37         | 22         |                                          |
| 2008-09 | アペルトゥーラ | プリメーラ              | 1          | 19         | 12         | 3          | 4          | 31         | 19         | 39         |                                          |
| 2008-09 | クラウスーラ   | プリメーラ              | 13         | 19         | 6          | 5          | 8          | 24         | 25         | 23         | コパ・スダメリカーナ1回戦敗退            |
| 2009-10 | アペルトゥーラ | プリメーラ              | 20         | 19         | 2          | 2          | 15         | 18         | 42         | 8          |                                          |
| 2009-10 | クラウスーラ   | プリメーラ              | 11         | 19         | 7          | 3          | 9          | 28         | 26         | 24         |                                          |
| 2010-11 | アペルトゥーラ | プリメーラ              | 11         | 19         | 7          | 4          | 8          | 24         | 24         | 25         |                                          |
| 2010-11 | クラウスーラ   | プリメーラ              | 11         | 19         | 6          | 7          | 6          | 25         | 26         | 25         |                                          |
| 2011-12 | アペルトゥーラ | プリメーラ              | 7          | 19         | 7          | 6          | 6          | 22         | 19         | 27         |                                          |
| 2011-12 | クラウスーラ   | プリメーラ              | 2          | 19         | 10         | 6          | 3          | 29         | 15         | 36         |                                          |
| 2012-13 | イニシアル     | プリメーラ              | 19         | 19         | 1          | 10         | 8          | 16         | 27         | 13         | コパ・スダメリカーナ準優勝               |
| 2012-13 | フィナール     | プリメーラ              | 13         | 19         | 6          | 3          | 10         | 22         | 30         | 21         | コパ・リベルタドーレスグループリーグ出場 |
| 2013-14 | イニシアル     | プリメーラ              | 12         | 19         | 7          | 4          | 8          | 20         | 21         | 25         |                                          |
| 2013-14 | フィナール     | プリメーラ              | 13         | 19         | 5          | 9          | 5          | 14         | 14         | 24         |                                          |
| 2014    | -              | プリメーラ              | 7          | 19         | 8          | 2          | 9          | 30         | 26         | 26         |                                          |
| 2015    | -              | プリメーラ              | 10         | 30         | 12         | 10         | 8          | 32         | 25         | 46         | コパ・スダメリカーナ2回戦敗退            |
| 2016    | -              | プリメーラ ソナ2        | 9          | 16         | 5          | 5          | 6          | 21         | 17         | 20         |                                          |
| 2016-17 | -              | プリメーラ              |            |            |            |            |            |            |            |            |                                          |

## 現所属メンバー
2022年5月13日現在
注：選手の国籍表記はFIFAの定めた代表資格ルールに基づく。
| No. | Pos. |              | 選手名                       |
| --- | ---- | ------------ | ---------------------------- |
| 1   | GK   | アルゼンチン | マヌエル・ロッフォ           |
| 2   | DF   | アルゼンチン | オスカル・サロモン           |
| 4   | DF   | アルゼンチン | ファクンド・ジャコプッツィ   |
| 5   | MF   | アルゼンチン | セバスティアン・プレディヘル |
| 6   | DF   | アルゼンチン | アベル・ルシアッティ         |
| 7   | FW   | アルゼンチン | パブロ・マグニン             |
| 8   | DF   | アルゼンチン | マルティン・ガルマリーニ     |
| 9   | FW   | アルゼンチン | イヒエル・プロッティ         |
| 10  | MF   | アルゼンチン | ルーカス・メノッシ           |
| 11  | FW   | アルゼンチン | ファクンド・コリーディオ     |
| 12  | GK   | アルゼンチン | フェリペ・セノビオ           |
| 14  | DF   | アルゼンチン | ディエゴ・ソサ               |
| 15  | MF   | アルゼンチン | マテオ・カセレス             |
| 16  | MF   | アルゼンチン | アレクシス・カストロ         |

| No. | Pos. |              | 選手名                     |
| --- | ---- | ------------ | -------------------------- |
| 17  | DF   | アルゼンチン | ルーカス・ブロンデル       |
| 18  | FW   | パラグアイ   | ブラス・アルモア           |
| 19  | DF   | アルゼンチン | ニコラス・デマルティーニ   |
| 20  | DF   | アルゼンチン | セバスティアン・プリエト   |
| 22  | FW   | アルゼンチン | アグスティン・オバンド     |
| 23  | GK   | アルゼンチン | ゴンサロ・マリネッリ       |
| 25  | MF   | アルゼンチン | アグスティン・バルディ     |
| 26  | MF   | アルゼンチン | エセキエル・フォルクラス   |
| 27  | MF   | アルゼンチン | クリスティアン・サバラ     |
| 29  | FW   | アルゼンチン | ゴンサロ・フローレス       |
| 32  | MF   | アルゼンチン | マテオ・レテギ             |
| 36  | DF   | アルゼンチン | ビクトル・カブレラ         |
| 42  | MF   | アルゼンチン | エセキエル・フェルナンデス |

- 監督  ディエゴ・ダボーベ

## 歴代記録

### 通算出場数ランキング
| 順位 | 選手                         | 期間                        | 出場 |
| ---- | ---------------------------- | --------------------------- | ---- |
| 1    | マルティン・ガルマリーニ     | 2002-2008, 2010-2013, 2014- | 372  |
| 2    | ペドロ・ペレガータ           | 1969-1980                   | 360  |
| 3    | アドルフォ・ヘイシンガー     | 1914-1929                   | 346  |
| 4    | エドガルド・パルッツォ       | 1980-1989                   | 345  |
| 5    | フアン・カルロス・ブレンヒオ | 2000-2018                   | 335  |

### 通算得点数ランキング
| 順位 | 選手                     | 期間                                   | 得点 |
| ---- | ------------------------ | -------------------------------------- | ---- |
| 1    | フアン・マルベッシ       | 1937-1943                              | 116  |
| 2    | カルロス・ルーナ         | 2004-2005, 2008-2010, 2011-2012, 2014- | 112  |
| 3    | エドガルド・パルッツォ   | 1980-1989                              | 105  |
| 4    | フアン・カルロス・アエド | 1924-1934                              | 91   |
| 5    | ルイス・セサレオ         | 1948-1960                              | 81   |

## 歴代監督
- リカルド・カルーソ・ロンバルディ 2003-2006
- ディエゴ・カーニャ 2006-2009
- リカルド・カルーソ・ロンバルディ 2010
- ロドルフォ・アルアバレーナ 2010-2012
- ネストル・ゴロシート 2012-2013
- ディエゴ・カーニャ 2013
- ファビアン・アレグレ 2013
- グスタボ・アルファロ (2014-2015)
- マウロ・カモラネージ (2016)
- ペドロ・トログリオ (2016-2017)
- ファクンド・サバ (2017)
- リカルド・カルーソ・ロンバルディ (2017)
- クリスティアン・レデスマ (2018)
- マリアーノ・エチェベリア (2018-2019)
- ネストル・ゴロシート (2019-2020)
- フアン・カルロス・ブレンヒオ (2020-2021)
- ディエゴ・マルティネス (2021-2023)
- フアン・サラ (2023)
- ネストル・ゴロシート (2024)

## 歴代所属選手
- クリスティアン・カンペストリーニ 2004-2006
- ニコラス・トーレス 2004-2008
- カルロス・ルーナ 2004-2005, 2008-2010
- ファクンド・サンチェス 2013-2016
- ロマン・マルティネス 2006-2008

- フリオ・セサル・カセレス 2007
- ロドルフォ・アルアバレーナ 2008-2010
- マクシミリアーノ・オリバ 2008-2010
- セバスティアン・ロサノ 2008-2009
- ファクンド・ベルトグリオ 2014-2015

## 歴代会長
- ペドロ・ロドリゲス (1982-1987)
- ダニエル・グティエレス (1987-1996)
- ミゲル・モンテーロ (1996-1998)
- アンヘル・サウラ (1998-1999)
- ロドルフォ・ビアンチ (1999-2005)
- ルイス・サン・アンドレス (2005-2010)
- ロドリゴ・モリノス (2010-2016)
- エセキエル・メララーニャ (2016-2023)
- マルティン・スアレス (2023-)